# Coppa Intercontinentale (pallacanestro)
La Coppa Intercontinentale FIBA (in inglese: FIBA Intercontinental Cup), precedentemente conosciuta come FIBA World Cup for Champion Clubs e FIBA Club World Cup, è una competizione internazionale annuale di basket maschile organizzata dalla FIBA, l'ente globale di governo della pallacanestro. La competizione presenta i campioni di club delle cinque confederazioni continentali della FIBA, oltre a un rappresentante della NBA G League.
Storicamente, il suo scopo è stato quello di riunire i migliori club di basket provenienti dalle varie zone geografiche del mondo e di decidere ufficialmente quale sia il miglior club di basket del mondo, che viene proclamato campione del mondo per club.
Invece di assegnare il posto ai campioni della National Basketball Association (NBA), che è ampiamente considerata la lega di basket più prestigiosa al mondo, il posto per l'America del Nord viene solitamente destinato ai campioni della lega di sviluppo NBA, la NBA G League. Al posto della EuroLeague, che è da lungo tempo considerata la competizione di club più prestigiosa d'Europa, la FIBA Europe invia i campioni della loro principale competizione per club, la Basketball Champions League (BCL).
Anche i campioni della Basketball Africa League (BAL), della Basketball Champions League Asia e della National Basketball League ricevono un posto nel torneo.

## Storia

### Prima epoca

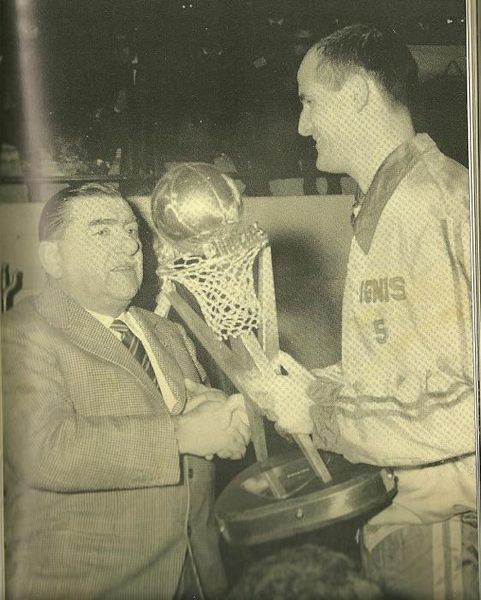
Giovanni Gavagnin ed il presidente Giovanni Borghi con la prima coppa vinta da Varese

La prima edizione della coppa si è giocata nel 1966 a Madrid ed è stata vinta dalla Pallacanestro Varese. Dopo cinque edizioni è stata sospesa nel 1970 per riprendere tre anni dopo con il nome di Renato William Jones per onorare il segretario generale della FIBA. Dal 1973 si è giocata regolarmente sempre con cadenza annuale fino al 1987, con l'ultima edizione vinta dall'Olimpia Milano.
Nel 1996, con il benestare della FIBA i campioni d'Europa del Panathinaikos e del Sudamerica dell'Olimpia Venado Tuerto, si sono sfidati in una serie di tre partite che ha visto prevalere la compagine europea. La manifestazione non ebbe seguito anche a causa del McDonald's Open partito nel 1987 con la partecipazione delle squadre NBA e che nel tempo era diventato un vero e proprio mondiale per club seppur non ufficiale.
Alla coppa intercontinentale partecipavano i vincitori della coppa dei campioni, i campioni sudamericani e talvolta i campioni d'Asia. In rappresentanza degli Stati Uniti hanno preso parte squadre semiprofessionistiche della Lega A.A.U. comunque di ottimo livello che erano insieme alle Università il principale serbatoio della Nazionale USA di basket plurivittoriosa alle Olimpiadi.

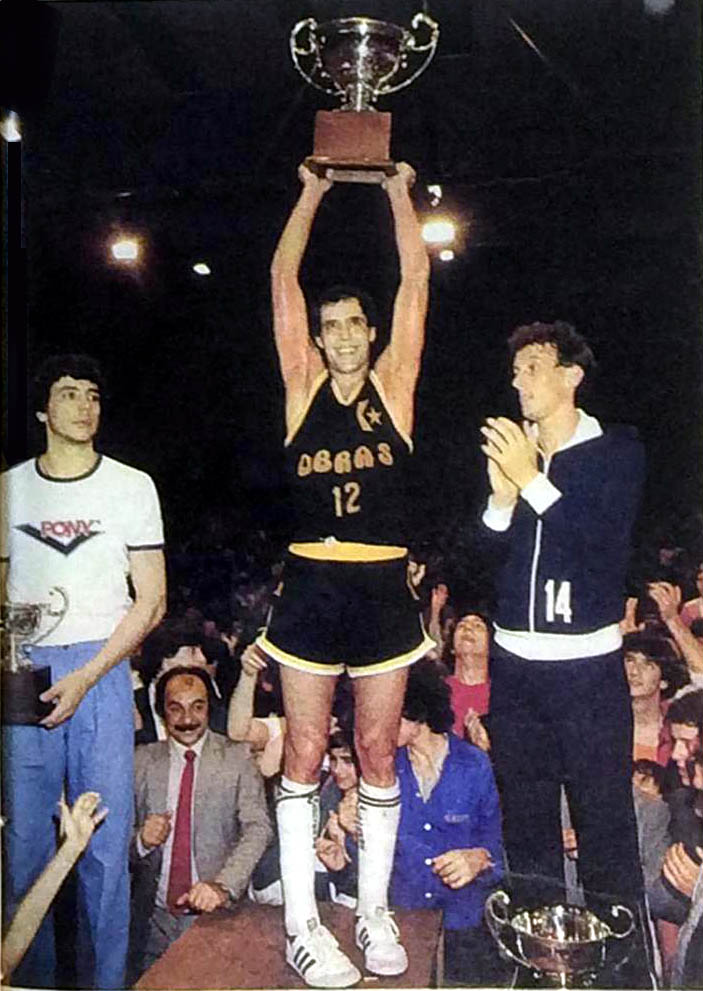
Eduardo Cadillac, con il team Obras Sanitarias, mentre solleva la FIBA Intercontinental Cup nel 1983, diventando la prima squadra proveniente dal Sud America a vincere la competizione.

### Il ritorno (2013-presente)
La FIBA aveva tentato di ripristinare la competizione che avrebbe visto la partecipazione dei campioni dell'Eurolega e della NBA, più i campioni continentali d'Asia, Africa, Oceania, una squadra del paese ospitante, ed i campioni FIBA Americas League. La manifestazione sarebbe dovuta partire nel 2011 e Roma, Siena e Bologna avrebbero dovuto ospitare le prime tre edizioni. Tale progetto non ebbe però seguito.
Nel 2013 la FIBA in collaborazione con l'Eurolega ha annunciato finalmente il ritorno della competizione a cui partecipano i campioni di Eurolega e di FIBA Americas League. Nella città di San Paolo dopo due partite disputate il 4 e 6 ottobre 2013 l'Olympiakos ha vinto il trofeo, dopo ben 17 anni di assenza, battendo il Pinheiros San Paolo..
Nel 2016, il torneo ha cambiato nuovamente formato, con i campioni dell'Eurolega che non sono più stati ammessi a causa della disputa tra EuroLeague e FIBA. Al posto dei campioni della EuroLeague, la FIBA Europe ha iniziato a inviare i campioni della propria competizione per club, inizialmente, proprio per l'edizione 2016 quelli della FIBA Europe Cup e poi, dall'edizione successiva, della Basketball Champions League.

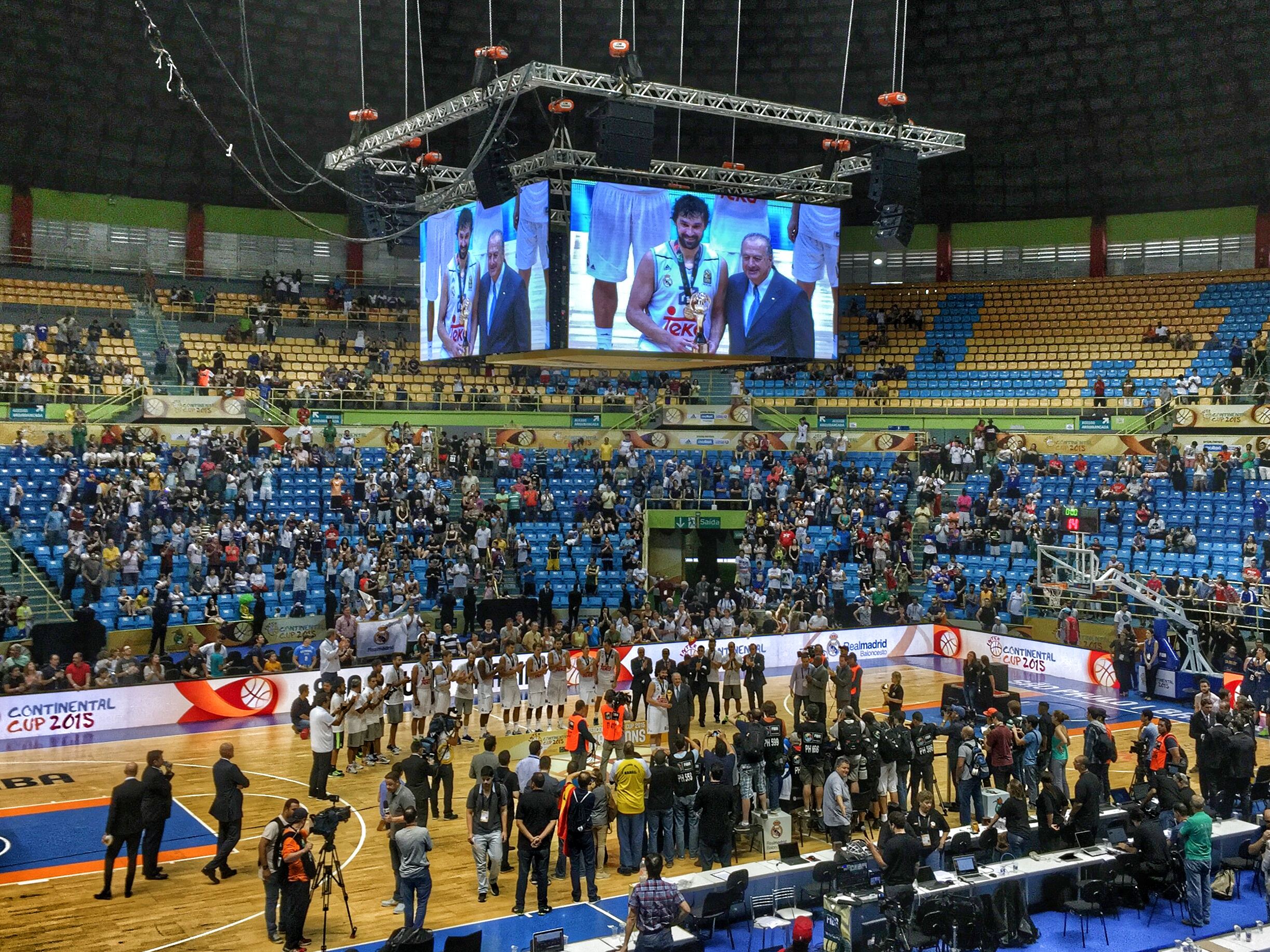
Il, durante la premiazione dell'edizione 2015

Nel torneo del 2019, la FIBA ha aumentato il numero di squadre partecipanti, portandolo a quattro, aggiungendo i campioni della NBA G League e una squadra ospitante del torneo. Il formato del torneo è stato anche riorganizzato in una formula da Final Four.
La FIBA ha anche considerato l'idea di espandere il torneo in futuro, con piani per includere le squadre campioni della FIBA Africa Clubs Champions Cup, della FIBA Asia Champions Cup, della NBL e, possibilmente, della NBA.
Nel torneo del 2022, la lega è stata ampliata per includere il vincitore della Basketball Africa League (BAL). Dal torneo di Tenerife 2023, anche i vincitori della FIBA Asia Champions Cup vennero inclusi nel torneo, ma non parteciparono a causa della cancellazione dell'edizione 2022 della massima competizione asiatica per la pandemia da COVID-19.
A marzo 2023, il formato del torneo ha subito una ristrutturazione. L'evento è stato spostato da febbraio a settembre per adattarsi meglio al calendario delle leghe nazionali e continentali e agli impegni dei giocatori internazionali, oltre a facilitare la partecipazione dei club.
La FIBA ha anche firmato un accordo triennale con l'organizzazione Sport Singapore per ospitare la competizione al Singapore Sports Hub per tre anni consecutivi, fino al 2025, rendendo così la prima volta nella storia della Intercontinental Cup che l'evento si terrà in Asia.
Nel settembre 2023 è stata disputata una seconda Coppa Intercontinentale nello stesso anno solare, per permettere lo spostamento del ciclo del torneo a settembre. È stato anche il primo torneo con un formato ampliato a sei squadre, con l'aggiunta di due squadre asiatiche. Per l'edizione del 2023, FIBA ha scelto una squadra dalla Chinese Basketball Association (CBA) per partecipare, e visto che non era stato disputato nessun campionato asiatico per club nella stagione, venne deciso di inviate i vincitori della FIBA West Asia Super League 2022-2023.
L'edizione 2024 ha visto partecipare i campioni della nuova Basketball Champions League Asia, come rappresentanti dell'Asia, ed ha visto anche per la prima volta una squadra dell'Oceania partecipare, poiché i vincitori della National Basketball League dell'Australia hanno ottenuto la qualificazione diretta, come rappresentanti del continente oceanico. I Tasmania JackJumpers sono stati la prima rappresentante oceanica nella storia del torneo.

## Denominazione

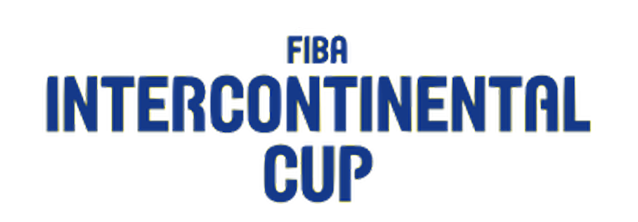
Il logo con il nome della competizione adottato nel 2013

- FIBA Intercontinental Cup (o FIBA World Cup for Champion Clubs): 1966-1980
- FIBA Club World Cup: 1981
- FIBA Intercontinental Cup (o FIBA World Cup for Champion Clubs): 1982-1984
- FIBA Club World Cup: 1985-1987
- FIBA Intercontinental Cup (o FIBA World Cup for Champion Clubs): 2013-presente

Dal 1973, il torneo è stato anche intitolato in onore di Renato William Jones, quindi i nomi ufficiali completi del torneo sono FIBA Intercontinental Cup "William Jones" o "FIBA Club World Cup "William Jones" .

## Albo d'oro
| Anno               | Sede finale                | Vincitrice               | Risultato              | Finalista                |
| ------------------ | -------------------------- | ------------------------ | ---------------------- | ------------------------ |
| 1966 Dettagli      | Madrid                     | Pallacanestro Varese     | 66-59                  | Corinthians Paulista     |
| 1967 Dettagli      | Varese, Napoli e Roma      | Akron Goodyear Wingfoots | 78-72                  | Pallacanestro Varese     |
| 1968 Dettagli      | Filadelfia                 | Akron Goodyear Wingfoots | 105-73                 | Real Madrid              |
| 1969 Dettagli      | Macon                      | Akron Goodyear Wingfoots | 84-71                  | Zbrojovka Brno           |
| 1970 Dettagli      | Varese                     | Pallacanestro Varese     | Formula a gironi       | Real Madrid              |
| 1973 Dettagli      | San Paolo                  | Pallacanestro Varese     | Formula a gironi       | Sírio                    |
| 1974 Dettagli      | Città del Messico          | Maryland Terrapins       | Formula a gironi       | Pallacanestro Varese     |
| 1975 Dettagli      | Cantù                      | Pallacanestro Cantù      | Formula a gironi       | Franca                   |
| 1976 Dettagli      | Buenos Aires               | Real Madrid              | Formula a gironi       | Pallacanestro Varese     |
| 1977 Dettagli      | Madrid                     | Real Madrid              | Formula a gironi       | Pallacanestro Varese     |
| 1978 Dettagli      | Buenos Aires               | Real Madrid              | Formula a gironi       | Obras Sanitarias         |
| 1979 Dettagli      | San Paolo                  | Sírio                    | Formula a gironi       | Bosna                    |
| 1980 Dettagli      | Sarajevo                   | Maccabi Tel Aviv         | Formula a gironi       | Franca                   |
| 1981 Dettagli      | San Paolo                  | Real Madrid              | Formula a gironi       | Sírio                    |
| 1982 Dettagli      | 's-Hertogenbosch           | Pallacanestro Cantù      | Formula a gironi       | EBBC Den Bosch           |
| 1983 Dettagli      | Buenos Aires               | Obras Sanitarias         | Formula a gironi       | Pallacanestro Cantù      |
| 1984 Dettagli      | San Paolo                  | Virtus Roma              | Formula a gironi       | Obras Sanitarias         |
| 1985 Dettagli      | Barcellona e Girona        | Barcellona               | 93-89                  | Monte Líbano             |
| 1986 Dettagli      | Buenos Aires               | Žalgiris Kaunas          | 84-78                  | Club Ferro Carril Oeste  |
| 1987 Dettagli      | Milano                     | Olimpia Milano           | 100-84                 | Barcellona               |
| 1996 Dettagli      | Rosario & Atene            | Panathīnaïkos            | 89-83 / 83-78 / 101-76 | Olimpia de Venado Tuerto |
| 2013 Dettagli      | Barueri                    | Olympiakos               | 81-70 / 89-69          | Pinheiros                |
| 2014 Dettagli      | Rio de Janeiro             | Flamengo                 | 66-69 / 90-77          | Maccabi Tel Aviv         |
| 2015 Dettagli      | San Paolo                  | Real Madrid              | 90-91 / 91-79          | Bauru                    |
| 2016 Dettagli      | Francoforte sul Meno       | Guaros de Lara           | 74-69                  | Skyliners Frankfurt      |
| 2017 Dettagli      | San Cristóbal de La Laguna | Canarias Tenerife        | 76-71                  | Guaros de Lara           |
| 2019 Dettagli      | Rio de Janeiro             | AEK Atene                | 86-70                  | Flamengo                 |
| 2020 Dettagli      | San Cristóbal de La Laguna | Canarias Tenerife        | 80-72                  | Virtus Bologna           |
| 2021 Dettagli      | Buenos Aires               | S.P. Burgos              | 82-73                  | Quimsa                   |
| 2022 Dettagli      | Il Cairo                   | Flamengo                 | 75-62                  | S.P. Burgos              |
| 2023 (I) Dettagli  | San Cristóbal de La Laguna | Canarias Tenerife        | 89-68                  | São Paulo                |
| 2023 (II) Dettagli | Singapore                  | Franca                   | 70-69                  | Telekom Bonn             |
| 2024 Dettagli      | Singapore                  | Málaga                   | 75-60                  | NBA G League United      |

## Statistiche squadre

### Titoli per squadre

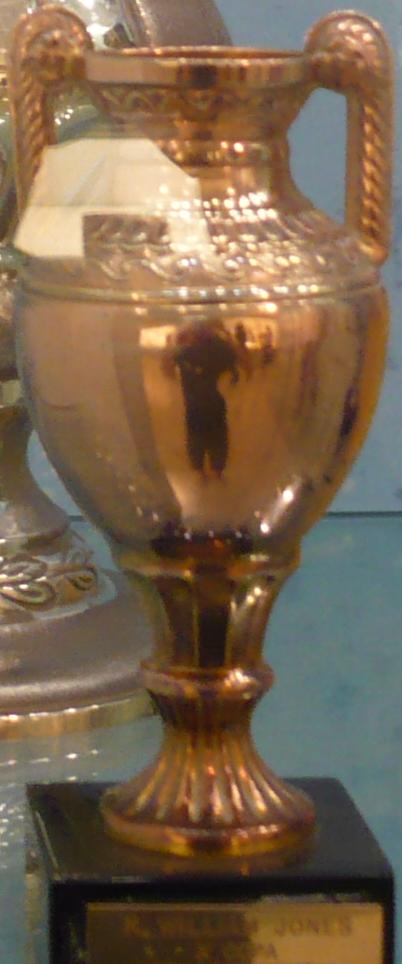
La Coppa William Jones nel museo del Real

| Titoli | Club               | Anno                         |
| ------ | ------------------ | ---------------------------- |
| 5      | Real Madrid        | 1976, 1977, 1978, 1981, 2015 |
| 3      | Akron Wingfoots    | 1967, 1968, 1969             |
| 3      | Pall. Varese       | 1966, 1970, 1973             |
| 3      | Canarias Tenerife  | 2017, 2020, 2023 (I)         |
| 2      | Pall. Cantù        | 1975, 1982                   |
| 2      | Flamengo           | 2014, 2022                   |
| 1      | Maryland Terrapins | 1974                         |
| 1      | Sírio              | 1979                         |
| 1      | Maccabi Tel Aviv   | 1980                         |
| 1      | Obras Sanitarias   | 1983                         |
| 1      | Virtus Roma        | 1984                         |
| 1      | Barcellona         | 1985                         |
| 1      | Žalgiris Kaunas    | 1986                         |
| 1      | Olimpia Milano     | 1987                         |
| 1      | Panathīnaïkos      | 1996                         |
| 1      | Olympiakos         | 2013                         |
| 1      | Guaros de Lara     | 2016                         |
| 1      | AEK Atene          | 2019                         |
| 1      | S.P. Burgos        | 2020                         |
| 1      | Franca             | 2023 (II)                    |
| 1      | Málaga             | 2024                         |

### Titoli per nazioni
| Titoli | Stato            | Squadre                                                                                              |
| ------ | ---------------- | --- |
| 11     | Spagna           | Real Madrid (5), Canarias Tenerife (3), Barcellona (1), S.P. Burgos (1), Málaga (1)                  |
| 7      | Italia           | Pallacanestro Varese (3), Pallacanestro Cantù (2), Pallacanestro Virtus Roma (1), Olimpia Milano (1) |
| 4      | Stati Uniti      | Akron Goodyear Wingfoots (3), Maryland Terrapins (1)                                                 |
| 4      | Brasile          | Flamengo (2), Sírio (1), Franca (1)                                                                  |
| 3      | Grecia           | Panathīnaïkos (1), Olympiakos (1), AEK Atene (1)                                                     |
| 1      | Israele          | Maccabi Tel Aviv (1)                                                                                 |
| 1      | Argentina        | Obras Sanitarias (1)                                                                                 |
| 1      | Unione Sovietica | Žalgiris Kaunas (1)                                                                                  |
| 1      | Venezuela        | Guaros de Lara (1)                                                                                   |

### Medaglie per nazioni
| Posizione           | Nazione          | Oro | Argento | Bronzo | Totale |
| ------------------- | ---------------- | --- | ------- | ------ | ------ |
| 1                   | Spagna           | 11  | 4       | 2      | 17     |
| 2                   | Italia           | 7   | 6       | 3      | 16     |
| 3                   | Brasile          | 4   | 10      | 5      | 19     |
| 4                   | Stati Uniti      | 4   | 1       | 3      | 8      |
| 5                   | Grecia           | 3   | 0       | 0      | 3      |
| 6                   | Argentina        | 1   | 5       | 3      | 9      |
| 7                   | Israele          | 1   | 1       | 2      | 4      |
| 8                   | Venezuela        | 1   | 1       | 0      | 2      |
| 9                   | Unione Sovietica | 1   | 0       | 0      | 1      |
| 10                  | Germania         | 0   | 2       | 0      | 2      |
| 11                  | Jugoslavia       | 0   | 1       | 4      | 5      |
| 12                  | Cecoslovacchia   | 0   | 1       | 0      | 1      |
| 12                  | Paesi Bassi      | 0   | 1       | 0      | 1      |
| 14                  | Australia        | 0   | 0       | 1      | 1      |
| 14                  | Cina             | 0   | 0       | 1      | 1      |
| 14                  | Porto Rico       | 0   | 0       | 1      | 1      |
| 14                  | Uruguay          | 0   | 0       | 1      | 1      |
| Totale (17 nazioni) |                  | 33  | 33      | 26     | 92     |

### Vittorie per Confederazioni
| Posizione | Confederazione | Vittorie | Secondi posti |
| --------- | -------------- | -------- | ------------- |
| 1         | FIBA Europe    | 23       | 16            |
| 2         | FIBA Americas  | 6        | 16            |
| 3         | NBL            | 3        | 0             |
| 4         | NBA G League   | 0        | 1             |

## Statistiche individuali

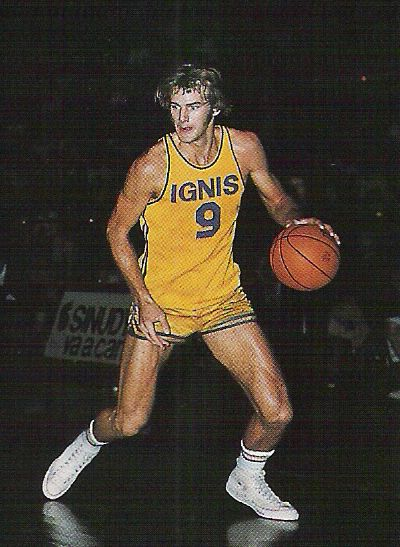
Bob Morse, miglior marcatore nel 1973 e nel 1976.

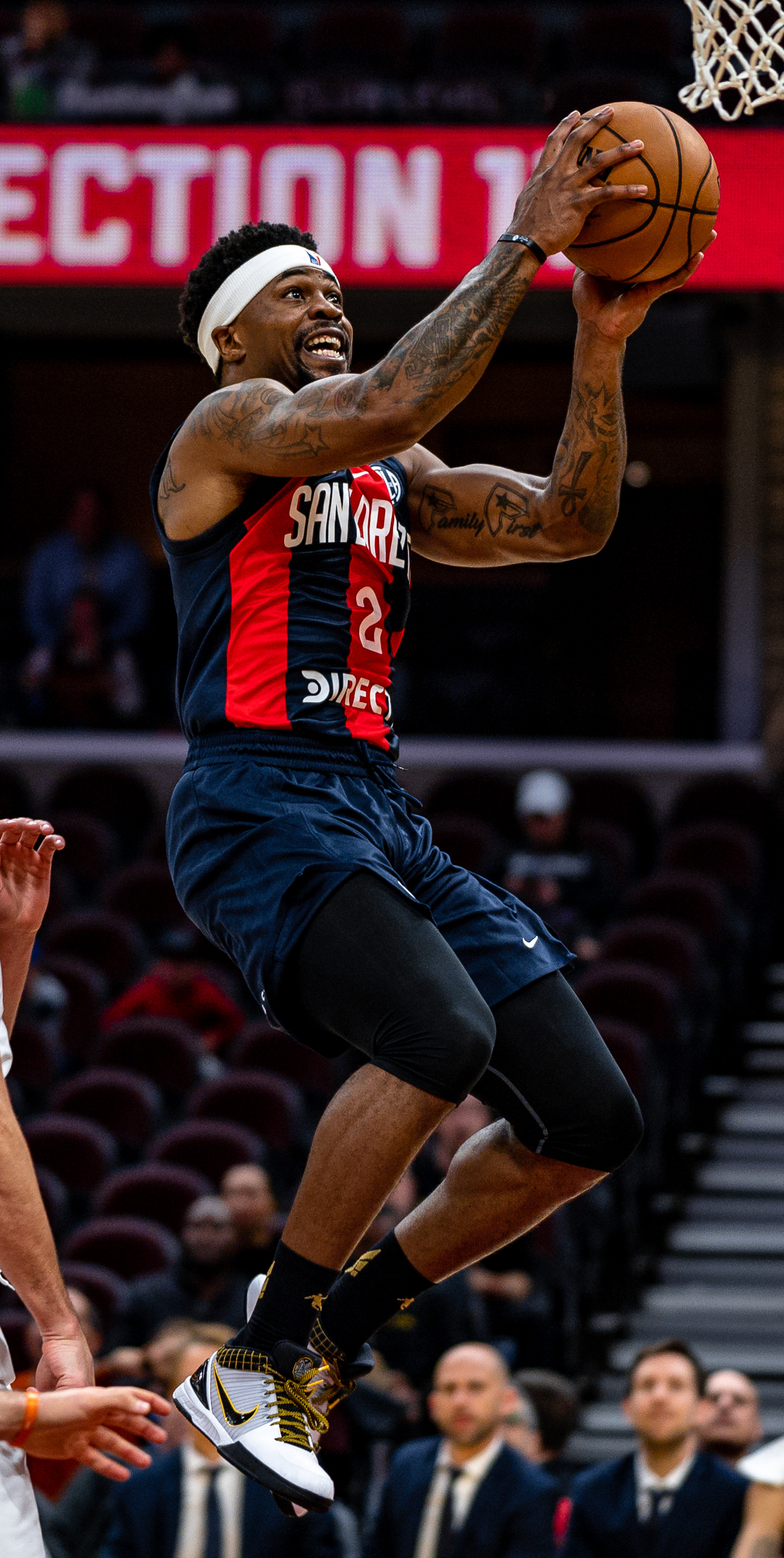
Dar Tucker, due volte miglior marcatore del torneo (2019 e 2020).

### Miglior marcatore
| Anno      | Nome                           | Squadra                       | Punti | Note                 |
| --------- | ------------------------------ | ----------------------------- | ----- | -------------------- |
| 1966      | Clifford Luyk                  | Real Madrid                   | 38    | [ 12 ] [ 13 ]        |
| 1967      | Steve Chubin                   | Simmental Milano              | 79    | [ 14 ] [ 15 ]        |
| 1968      | Miles Aiken                    | Real Madrid                   | 53    | [ 16 ] [ 17 ]        |
| 1969      | Jan Bobrovský                  | Spartak ZJŠ Brno              |       | [ 18 ] [ 19 ]        |
| 1970      | Jiří Zídek Sr.                 | Slavia VŠ Praha               | 125   | [ 20 ] [ 21 ]        |
| 1973      | Bob Morse                      | Ignis Varese                  | 103   | [ 22 ] [ 23 ]        |
| 1974      | Walt Szczerbiak                | Real Madrid                   |       | [ 24 ] [ 25 ]        |
| 1975      | Wayne Brabender                | Real Madrid                   |       | [ 26 ] [ 27 ]        |
| 1976      | Bob Morse                      | Ignis Varese                  | 90    | [ 28 ] [ 29 ]        |
| 1977      | Wayne Brabender Bruce Campbell | Real Madrid Providence Friars | 141   | [ 30 ] [ 31 ]        |
| 1978      | Walt Szczerbiak                | Real Madrid                   | 114   | [ 32 ] [ 33 ]        |
| 1979      | Oscar Schmidt                  | Sírio                         | 138   | [ 34 ] [ 35 ] [ 36 ] |
| 1980      | Miki Berkovich                 | Maccabi Elite Tel Aviv        | 94    | [ 37 ] [ 38 ]        |
| 1981      | Mirza Delibašić                | Real Madrid                   | 176   | [ 39 ] [ 40 ]        |
| 1982      | David Lawrence                 | Nashua EBBC                   | 92    | [ 41 ] [ 42 ]        |
| 1983      | Antonello Riva                 | Jollycolombani Cantù          | 158   | [ 43 ] [ 44 ]        |
| 1984      | San Epifanio                   | FC Barcelona                  | 101   | [ 45 ] [ 46 ]        |
| 1985      | Dražen Petrović                | Cibona Zagreb                 | 141   | [ 47 ] [ 48 ]        |
| 1986      | Dražen Petrović                | Cibona Zagreb                 | 120   | [ 49 ] [ 50 ] [ 51 ] |
| 1987      | Dražen Petrović                | Cibona Zagreb                 | 175   | [ 52 ] [ 53 ]        |
| 1996      | Jorge Racca                    | Olimpia                       | 74    | [ 54 ]               |
| 2013      | Shamell Stallworth             | Pinheiros Sky                 | 53    | [ 55 ] [ 56 ] [ 57 ] |
| 2014      | Jeremy Pargo                   | Maccabi Electra Tel Aviv      | 49    | [ 58 ] [ 59 ]        |
| 2015      | Rafael Hettsheimeir            | Bauru                         | 44    | [ 60 ] [ 61 ]        |
| 2016      | Zach Graham                    | Guaros de Lara                | 19    | [ 62 ] [ 63 ] [ 64 ] |
| 2017      | Mario Little                   | Guaros de Lara                | 23    | [ 65 ] [ 66 ] [ 67 ] |
| 2019      | Dar Tucker                     | San Lorenzo                   | 37    | [ 68 ]               |
| 2020      | Dar Tucker                     | San Lorenzo                   | 38    | [ 69 ]               |
| 2021      | Brandon Robinson               | Quimsa                        | 25    | [ 70 ]               |
| 2022      | Luke Martínez                  | Flamengo                      | 44    | [ 71 ]               |
| 2023 (I)  | Jarrett Culver                 | Rio Grande Valley Vipers      | 45    |                      |
| 2023 (II) | Lucas Dias                     | Sesi Franca                   | 54    | [ 72 ]               |
| 2024      | Elmedin Kikanović              | Al Riyadi                     | 50    |                      |

### Miglior giocatore
Dopo ogni torneo, la FIBA assegna il premio di Miglior Giocatore (MVP) al giocatore che viene ritenuto il più importante per la sua squadra durante la FIBA Intercontinental Cup. Il primo premio MVP fu assegnato a Walt Szczerbiak del Real Madrid, dopo che guidò la sua squadra al titolo del 1977.

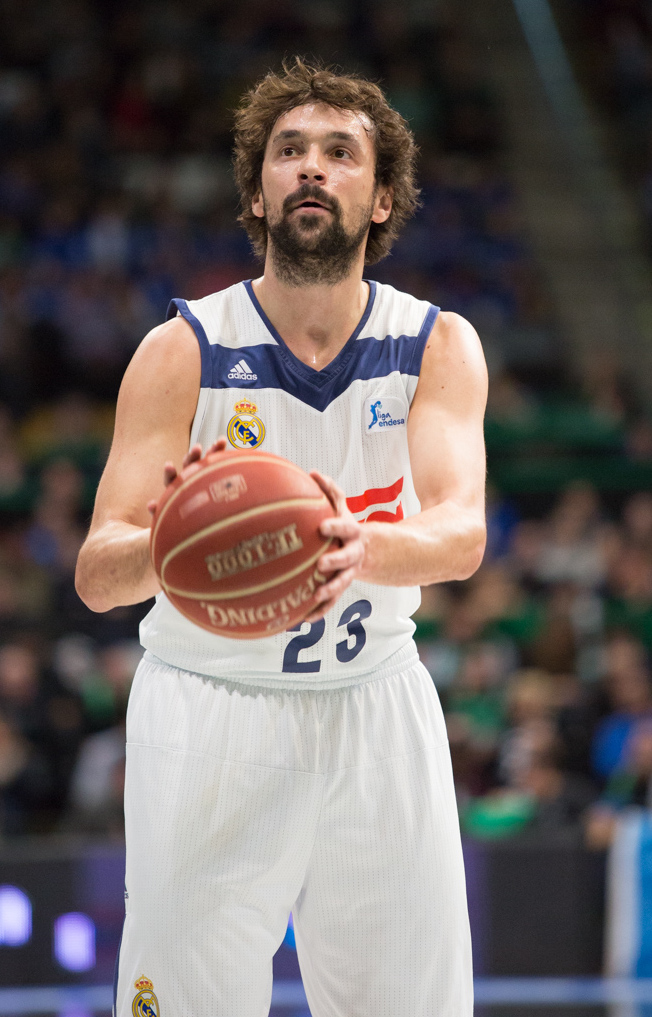
Sergio Llull, MVP dell'edizione 2015.

| Anno      | Nome                    | Posizione         | Nazionalità        | Club               | Note                 |
| --------- | ----------------------- | ----------------- | ------------------ | ------------------ | -------------------- |
| 1977      | Walt Szczerbiak         | Ala piccola       | Stati Uniti        | Real Madrid        | [ 73 ]               |
| 1987      | Juan San Epifanio "Epi" | Ala piccola       | Spagna             | FC Barcelona       |                      |
| 2013      | Vassilis Spanoulis      | Playmaker         | Grecia             | Olympiacos         | [ 74 ] [ 75 ] [ 76 ] |
| 2014      | Nicolás Laprovíttola    | Playmaker         | Argentina          | Flamengo           | [ 77 ] [ 78 ]        |
| 2015      | Sergio Llull            | Guardia tiratrice | Spagna             | Real Madrid        |                      |
| 2016      | Zach Graham             | Guardia tiratrice | Stati Uniti        | Guaros de Lara     | [ 79 ]               |
| 2017      | Mike Tobey              | Centro            | Stati Uniti        | Iberostar Tenerife | [ 80 ]               |
| 2019      | Jordan Theodore         | Playmaker         | Macedonia del Nord | AEK                | [ 81 ]               |
| 2020      | Marcelinho Huertas      | Playmaker         | Brasile            | Iberostar Tenerife | [ 82 ]               |
| 2021      | Vítor Benite            | Playmaker         | Brasile            | San Pablo Burgos   | [ 83 ]               |
| 2022      | Luke Martínez           | Guardia tiratrice | Messico            | Flamengo           | [ 84 ]               |
| 2023 (I)  | Bruno Fitipaldo         | Playmaker         | Uruguay            | Lenovo Tenerife    | [ 85 ]               |
| 2023 (II) | David Jackson           | Guardia tiratrice | Stati Uniti        | Franca             | [ 86 ]               |
| 2024      | Dylan Osetkowski        | Ala grande        | Germania           | Unicaja            | [ 87 ]               |